# Charte de Quaregnon
La Charte de Quaregnon ou Déclaration de Quaregnon est la déclaration de principes adoptée par le Parti ouvrier belge lors de son Xe Congrès, à Quaregnon, dans le Borinage, en 1894. Elle introduit le programme en 3 points (politique, économique et communal) du parti.
Le rédacteur principal en a été Émile Vandervelde qui s'est inspiré de la pensée des Encyclopédistes (Voltaire, Rousseau, Diderot...) et des grands principes nés de la Révolution française et de la théorie marxiste.
La charte fut adoptée le 26 mars 1894, au terme de deux jours de travaux, par les fédérations du P.O.B. réunies pour leur Xe congrès à Quaregnon.
Dans un premier temps, il avait été convenu que ce congrès se tiendrait à Mons, mais en raison de l'échauffourée sanglante du 17 avril 1893, au cours de laquelle la garde civique de Mons avait tiré sur une colonne de mineurs borains qui voulaient pénétrer dans la ville, on décida, à la demande des Borains, de transférer le siège du congrès du P.O.B. à Quaregnon.